# Sebbus
Sebbus – imię męskie pochodzenia celtyckiego, oznaczające "blady". Patronem tego imienia jest św. Sebbi, król Essexu z VII wieku.
Sebbus imieniny obchodzi 29 sierpnia.